# Габрово (област Благоевград)
Вижте пояснителната страница за други значения на Габрово.
Га̀брово е село в Югозападна България. То се намира в община Благоевград, област Благоевград.

## География
Село Габрово се намира в източните склонове на планината Влахина, близо до границата със Северна Македония.

## История
Селото е наричано в миналото Българско Габрово, за да се различава от намиращото се от другата страна на Влахина помашко село Габрово (днес на територията на Северна Македония), наричано Турско Габрово.
В 1891 година Георги Стрезов пише за селото:
| „ | Габрово, село на Юг от Падеш; далеч е от Горна Джумая около 4 часа път. Църква и училище няма. 80 къщи, българе. | “ |

По време на Балканската война в 1912 година 3 души от Габрово се включват като доброволци в Македоно-одринското опълчение.

## Население
Към 1900 година според известната статистика на Васил Кънчов („Македония. Етнография и статистика“) населението на селото брои 480 души, всичките българи-християни.
Численост на населението според преброяванията през годините:
| \| Година на преброяване \| Численост \| \| --------------------- \| --------- \| \| 1934 \| 798 \| \| 1946 \| 832 \| \| 1956 \| 744 \| \| 1965 \| 443 \| \| 1975 \| 245 \| \| 1985 \| 139 \| \| 1992 \| 94 \| \| 2001 \| 73 \| \| 2011 \| 36 \| \| 2021 \| 32 \| |           |
| Година на преброяване | Численост |
| 1934 | 798       |
| 1946 | 832       |
| 1956 | 744       |
| 1965 | 443       |
| 1975 | 245       |
| 1985 | 139       |
| 1992 | 94        |
| 2001 | 73        |
| 2011 | 36        |
| 2021 | 32        |

### Етнически състав
Преброяване на населението през 2011 г.
Численост и дял на етническите групи според преброяването на населението през 2011 г.:
|                     | Численост | Дял (в %) |
| Общо                | 36        | 100.00    |
| Българи             | 36        | 100.00    |
| Турци               | 0         | 0.00      |
| Цигани              | 0         | 0.00      |
| Други               | 0         | 0.00      |
| Не се самоопределят | 0         | 0.00      |
| Неотговорили        | 0         | 0.00      |

## Религия
В селото има късносредновековна църква „Свети Георги“, която се намира на десния бряг на река Габровска, в махалата Чандревица. В Самарджийската махала в 1905 година е построен храмът „Свети Иван Рилски“.

## Личности
Родени в Габрово
- Иван Костадинов Якимов - Якимата (? - 1873), български революционер, обесен в София след Левски[8]

Починали в Габрово
- Атанас Ташков Бямов, български военен деец, подпоручик, загинал през Междусъюзническа война[9]
- Борис Сугарев (1878 -1903), български революционер от ВМОК
- Гьошо Кьосев, български революционер от Тушин, убит при Габрово[10]
- Димитър Милев (1882 – 1903), български военен и революционер
- Софроний Стоянов (1871 – 1903), български военен и революционер, войвода на ВМОК